# Гархвал
Ґаргвал (гінді गढ़वाल, англ. Garhwal) — історична область в індійських Гімалаях, західна частина історичної області і штату Уттаракханд.
Як і коли ця область дістала свою назву точно невідомо. Непрямі свідоцтва вказують на те, що процес розпаду держави Катьюрі почався в 10 столітті, коли після смерті останнього монарха цієї держави вона була поділена між його спадкоємцями на сім князівств, відомих як Кхашіа, а їхні правителі — мауї. Про ці князівства відомо дуже мало до 14 століття. Протягом цього періоду в регіоні було збудовано багато укріплених фортець, «ґаргів». Їх число могло становити 52, оскільки того часу для опису регіону виник вираз «боані-ґарг». Саме від цих фортець ймовірно і виникла назва «Ґаргвал», що перекладається як «земля фортець».
Іншими класичними назвами області були «Кедаркханд» (Kedarkhand) і «Джйотірматх» (Jyotirmath, пізніше Jyotiryana, Joshiyana).
У 14 столітті один з правителів, Адай Пал, зумів об'єднати регіон під своєю владою, утворивши королівство Ґаргвал. Його спадкоємці правили ним до 1803 року, коли більша частина королівства була захоплена Непалом, а незалежною залишилася лише невелика рівнинна ділянка (навколо міст Харідвар і Деградун). Непальці протрималися тут лише 12 років, коли Британська Ост-Індійська компанія розбила їх у Англо-непальській війні 1814 року. В результаті регіон перейшов під британський контроль, частина (приблизно 60 %) його була перетворена на округ, а частині повернута незалежність, утворивши князівство Техрі. Частина території держави, що була поглинута Британською Індією, утворила округ Ґаргвал у складі Об'єднаних провінцій Аґри і Ауда. Зі здобуттям Індією незалежності князівство увійшло до її складу, а вся історична область пізніше набула статусу регіону Ґархвал у складі штату Уттар-Прадеш, а з 2000 року — штату Уттаракханд.

## Хронологія
- до 14 століття — утворення назви
- 14-19 століття — Королівство Ґаргвал
- 19-20 століття — Князівство Техрі (або Тегрі-Ґаргвал)
- 19-20 століття — Округ Ґаргвал
- 20-21 століття — Регіон Ґаргвал